# Acanthocyclops carolinianus
Acanthocyclops carolinianus är en kräftdjursart som först beskrevs av Yeatman 1944.  Acanthocyclops carolinianus ingår i släktet Acanthocyclops och familjen Cyclopidae. Inga underarter finns listade i Catalogue of Life.